# Augmentatie (muziek)
Met augmentatie of vergroting wordt in de muziektheorie aangegeven dat een thema of melodie in 'de vergroting' voorkomt, d.w.z. dat de nootwaarden ervan met een vaste factor verlengd zijn. De tegenhanger van augmentatie is diminutie ('verkleining'). De techniek van augmentatie en diminutie komt frequent voor in barokmuziek, maar ook in latere stijlen komt het verschijnsel voor.

## Voorbeelden
De vier eerste tonen worden geaugmenteerd door de lengte der tonen tweemaal zo lang te maken: 
Ook andere verhoudingen zijn mogelijk, bijvoorbeeld vergroting met een factor 4: